# پسیلوسین
پسیلوسین (به انگلیسی: Pecilocin) با فرمول شیمیایی C۱۷H۲۵NO۳ یک ترکیب شیمیایی با شناسه پاب‌کم ۵۲۸۲۱۷۶ است. که جرم مولی آن ۲۹۱٫۳۸۵۳ g/mol می‌باشد. 